# Kurt von Fritz
Kurt von Fritz (Metz, 25 agosto 1900 – Feldafing, 16 luglio 1985) è stato un filologo classico tedesco, autore di numerose opere sulla civiltà greca.

## Biografia
Figlio di Adolf von Fritz, un tenente colonnello dell'esercito prussiano, Karl Albert Kurt von Fritz nacque a Metz, in Lorena. Si interessò subito alle lingue antiche e si diplomò a Friburgo in Brisgovia nel 1918. Kurt fu chiamato immediatamente sotto le armi, dove venne promosso al grado di sottoufficiale prima della fine della guerra.
Dopo la fine della guerra, Kurt proseguì gli studi a Friburgo e poi a Monaco di Baviera, sotto la direzione di Eduard Schwartz. Studiò filologia, filosofia, matematica e greco fino al 1923. Nel 1924 si laureò e dal 1925 al 1927 studiò per poter fare il professore universitario, ottenendo la licenza nel 1927. Dal 1927 al 1931, insegnò lingue classiche all'Università di Monaco di Baviera. Nel 1931 sposò Luise Eickemeyer, sorella dell'architetto Manfred Eickemeyer. Dal 1933 al 1935 insegnò all'Università di Rostock.
Fu uno dei due professori universitari tedeschi che si rifiutarono di giurare fedeltà al terzo reich.
Nel 1935 si trasferì a Starnberg, prima di emigrare in Gran Bretagna nel 1936. Là, divenne assistente di matematica greco-ellenistica al Corpus Christi College di Oxford. Visiting professor a Portland e a New York nel 1937 e nel 1938, venne nominato professore di greco e latino presso la Columbia University di New York nel 1938, cattedra che ricoprì fino al 1954.
Ritornato in Europa nel 1954, venne nominato professore di filologia classica alla Libera Università di Berlino. Dal 1958 al 1968 insegnò filologia classica all'Università Ludwig Maximilian di Monaco, dove terminò la sua carriera. Nel 1973 venne invitato all'Università del Texas ad Austin.
Morì il 16 luglio 1985, a Feldafing, in Baviera

## Pubblicazioni[4]
- Die griechische Geschichtsschreibung. vol. 1, de Gruyter, Berlin, 1967.
- Grundprobleme der Geschichte der antiken Wissenschaft, de Gruyter, Berlin/New York, 1971. Il saggio principale di questa opera, "Der Ursprung der Wissenschaft bei den Griechen" è pubblicato dalla casa editrice Il Mulino, 1988, nella traduzione italiana curata da Marco Guani, con il titolo "Le origini della scienza in Grecia".
- Schriften zur griechischen und römischen Verfassungsgeschichte und Verfassungstheorie, de Gruyter, Berlin/New York, 1976.
- Schriften zur griechischen Logik. 2 vol. Frommann-Holzboog, Stuttgart-Bad Cannstatt, 1978.
  - 1. Logik und Erkenntnistheorie.
  - 2. Logik, Ontologie und Mathematik.
- The Relevance of Ancient Social and Political Philosophy for our Times. A short Introduction to the Problem, de Gruyter, Berlin/New York, 1974.
- Philosophie und sprachlicher Ausdruck bei Demokrit, Plato und Aristoteles, New York, 1938.
- Antike und moderne Tragödie. 9 Abhandlungen, Berlin, 1962.
- Platon in Sizilien und das Problem der Philosophenherrschaft, Berlin, 1968.
- Platon, Theaetet und die antike Mathematik, Wissenschaftliche Buchges, Darmstadt, 1969.
- Grundprobleme der Geschichte der antiken Wissenschaft, Berlin, 1971.
- Schriften zur griechischen und römischen Verfassungsgeschichte und Verfassungstheorie, Berlin, 1976.
- Beiträge zu Aristoteles, Berlin, 1983.
- Mathematiker und Akusmatiker bei den alten Pythagoreern, Verl. d. Bayer. Akademie d. Wissenschaften, München, 1960.
- Quellen-Untersuchungen zu Leben und Philosophie des Diogenes von Sinope, Dieterich'sche Verlh., Leipzig, 1926.